# Rhynchohyalus natalensis
El cuatro ojos u ojo de barril cabeza de cristal (Rhynchohyalus natalensis) es una especie de pez teleósteo y mesopelágico de la familia Opisthoproctidae, que se encuentra en los océanos de todo el mundo, en zonas tropicales y templadas, a profundidades entre los 247 a 1000 m de profundidad.

## Descripción
Alcanza entre 16 y 18,3 cm de longitud. Presenta 10 a 12 radios blandos dorsales y 7 a 10 radios blandos anales. Aletas pélvicas y zona alrededor del ano negras, lomo marrón, cabeza traslúcida.

### Visión
Tiene un par de ojos cilíndricos orientados hacia arriba, como los de los demás peces, que le permiten con la poca luz que llega de la superficie ver a los depredadores y buscar alimento o pareja. Además, presenta un par de extensiones laterales que configuran un segundo par de ojos y que funciona cada una como un espejo compuesto de cristales de guanina que es capaz dirigir la luz y de producir una imagen bien enfocada en una segunda retina, lo cual le permite mirar hacia abajo y a los lados y captar los fenómenos bioluminiscentes causados por las criaturas de las profundidades marinas.